# Tuyết nhiệt đới
Tuyết nhiệt đới (tiếng Anh: Tropical Snow), tên cũ Tuổi 20, là một bộ phim truyền hình dài tập Việt Nam nổi tiếng năm 2006 thuộc thể loại tình cảm, thanh xuân, lãng mạn do Vũ Ngọc Đãng làm đạo diễn với sự tham gia chính của những người mẫu và diễn viên đình đám như Anh Thư, Lương Mạnh Hải, Thanh Hằng. Tập đầu của phim lên sóng từ ngày 1 tháng 11 năm 2006 với độ dài 30 tập trên kênh HTV9, sau đó được phát sóng lại trên HTV7 và HTV2.

## Tổng quát
Bộ phim xoay quanh Nguyễn Minh Hằng (do Anh Thư thủ vai), một cô gái ngổ ngáo, nghịch ngợm, thiếu thốn về vật chất nhưng có thừa ý chí và lòng nhân ái. Hằng ngày cô chạy xe ba gác để mưu sinh và thỉnh thoảng bày trò cá độ để kiếm tiền, đêm thì đều đặn đến trường học bổ túc văn hóa và dạy chữ cho trẻ em đường phố, cuộc sống của cô cứ thế tiếp diễn cho đến khi cô gặp Hải (đóng bởi Lương Mạnh Hải), anh chàng đạo diễn trẻ đang thực tập tại một công ty quảng cáo, anh giúp cô trở thành một người mẫu và cả hai bắt đầu phát triển tình yêu. Tuy nhiên, bạn gái cũ của Hải, Lam (Thanh Hằng), xuất hiện và cản trở, họ tạo nên một vòng xoáy tình yêu với nhiều yếu tố tâm lý được khai thác mạnh mẽ.

## Diễn viên

### Nhân vật chính
- Nữ chính: Anh Thư trong vai Hằng
  - Ái Ái trong vai Hằng lúc nhỏ
- Nam chính: Lương Mạnh Hải trong vai Hải
- Thanh Hằng trong vai Lam

### Nhân vật khác
- Đức Nghĩa trong vai Nghĩa
  - Tí Đô trong vai Nghĩa lúc nhỏ
- Thanh Hoài trong vai Ngọc
- Ngọc Quyên trong vai Yến
- Ngọc Nga trong vai Nga
- Duy Tân trong vai Mạnh
- Việt Hương trong vai Thắm
- Thành Luân trong vai Tuấn
- Trọng Tuấn trong vai Thắng
- Huy Hoàng trong vai Tí
- Như Cầm trong vai Thùy
- Như Thùy trong vai Bé Điệu
- Phi Điểu trong vai Sư Cô
- Thanh Yến trong vai Gái Lớn
- Bé Tuyền trong vai Gái Nhỏ
- Diễm My trong vai Mẹ Hải
- Jose Fernandez trong vai Dượng Hải
- Emma Fernandez trong vai Em Hải
- Thiên Kim  trong vai Hàng Xóm
- Võ Thành Tâm trong vai Lương
- Đỗ Văn Toàn trong vai Bác Ngọc
- Nguyễn Vinh Sơn trong vai Ông Hòa
- Nguyễn Ngọc Thụy trong vai Minh
- Nhóm giang hồ:
  - Hiếu Hiền
  - Trung Tuấn
  - Nam Trung
  - Quốc Dũng
  - Phù Lợi
  - Văn Long

## Ê-kíp
Thành phần ê-kíp tương đối phức tạp, có nhiều người tham gia với nhiều vai trò khác nhau. Sau đây là toàn bộ ê-kíp của phim:
- Giám đốc hình ảnh: Nguyễn Tranh
- Đồng giám đốc hình ảnh: Nguyễn Trinh Hoan, Nguyễn Nam
- Hoạ sĩ thiết kế: Lê Trường Tiếu
- Quay phim: Kiều Phương Giang, Nguyễn Mạnh Hùng, Phan Công Danh
- Phó đạo diễn: Lê Bảo Long
- Trợ lý đạo diễn: Nguyễn Hữu Dũng
- Thư ký hiện trường: Hoàng Thuý, Lưu Ngọc Lan
- Nhiếp ảnh hiện trường: Tạ Anh Tùng
- Ánh sáng: Nguyễn Quốc Dũng, Nguyễn Như Khiêm, Nguyễn Văn Cường, Nguyễn Vũ Hùng, Ngô Chí Thanh, Hồ Hữu Luân, Nguyễn Vĩnh Khoa, Nguyễn Văn Hưng
- Phụ quay: Hồ Minh Khánh, Nguyễn Khoa Nam, Trần Hiếu
- Âm thanh hiện trường: Đinh Cao Tùng
- Trợ lý hoạ sĩ thiết kế: Trần Xuân Chức
- Nhân viên thiết kế: Lê Văn Tuấn, Lê Ngọc Thành, Phùng Ngọc Thanh Sơn, Cu Lỳ, Văn Thông
- Hoạ sĩ phục trang: Nguyễn Ái Hưng, Ngô Duy Tiến
- Nhân viên phục trang: Lê Thị Kim Phụng, Nguyễn Thị Huệ
- Hoá trang chính: Lưu Văn Phước, Nguyễn Háo Mộng Hùng
- Phụ hoá trang: Nguyễn Quỳnh Trâm, Nguyễn Háo Long Phụng, Trịnh Thị Mỹ Nương
- Giám sát sản xuất: Lê Thiện Trình
- Chủ nhiệm: Huỳnh Long Hải
- Phó chủ nhiệm: Hồ Xuân Ngôn
- Phục vụ hiện trường: Nguyễn Thị Thanh Tịnh, Bùi Tiến Cường
- Giám sát kỹ thuật: Bách NN
- Dựng phim: Nguyễn Mạnh Tín, Võ Thạch Thảo, Trần Toàn
- Hoà âm: Lê Quang Đạo
- Biên tập âm nhạc: Nguyễn Quang Dũng, Phạm Viết Thanh
- Âm thanh: Huỳnh Toàn, Trần Trung Trực, Nguyễn Thanh Toàn
- Thơ: Bình Nguyên Trang
- Thời trang: Oxy, Trương Thanh Hải, Thuận Việt
- Công ty cascadeur Vũ Phúc

## Giải thưởng và đề cử
| Năm  | Giải thưởng         | Hạng mục                                            | Chủ thể | Kết quả   | Ref   |
| ---- | ------------------- | --------------------------------------------------- | ------- | --------- | ----- |
| 2006 | Cánh Diều Vàng 2006 | Cánh diều bạc cho phim truyền hình dài tập xuất sắc | Phim    | Đoạt giải | [ 5 ] |
| 2006 | Giải Mai Vàng 2006  | Nữ diễn viên xuất sắc nhất                          | Anh Thư | Đề cử     | [ 6 ] |